# Sokolia dolina
Sokolia dolina je úžina v Slovenském ráji.

## Přírodní podmínky
Roklina dlouhá asi 4 kilometry ústí do Bieleho potoka v údolí tzv. Tomášovskej Belej a její vrchol se nachází na úpatí Veľkej Poľany. V roklině je největší vodopád v Slovenském ráji - Závojový vodopád vysoký 75 metrů. Vedle vodopádu se, na rozdíl od staré trasy, která vodopád obcházela, prochází po svislém žebříku. V roklině se nachází také Bočný vodopád, Skalný vodopád, Závojový vodopád a Vyšný vodopád. 

## Turistika
Sokolia dolina byla objevena jako jedna z posledních a to v roce 1910 L. Rokfalussym. Nyní je rokle přístupná po žluté turistické značce z Tomášovskej Belej na rozcestník Sokolia dolina-vrch u Biskupských chýžok.